# ألبرت فيشر (لاعب كرة قدم)
ألبرت فيشر (بالإنجليزية: Albert Fisher)‏ (1 فبراير 1881 ببرمنغهام في المملكة المتحدة - 4 ديسمبر 1937 بنوتنغهام في المملكة المتحدة) هو مدرب كرة قدم ولاعب كرة قدم بريطاني (وحمل سابقاً جنسية المملكة المتحدة لبريطانيا العظمى وأيرلندا) في مركز الهجوم. لعب مع أستون فيلا وبرايتون أند هوف ألبيون وكوفنتري سيتي ومانشستر سيتي ونادي بريستول سيتي وMerthyr Town F.C. ‏ ونادي برادفورد بارك أفنيو.